# Aaron Sachs

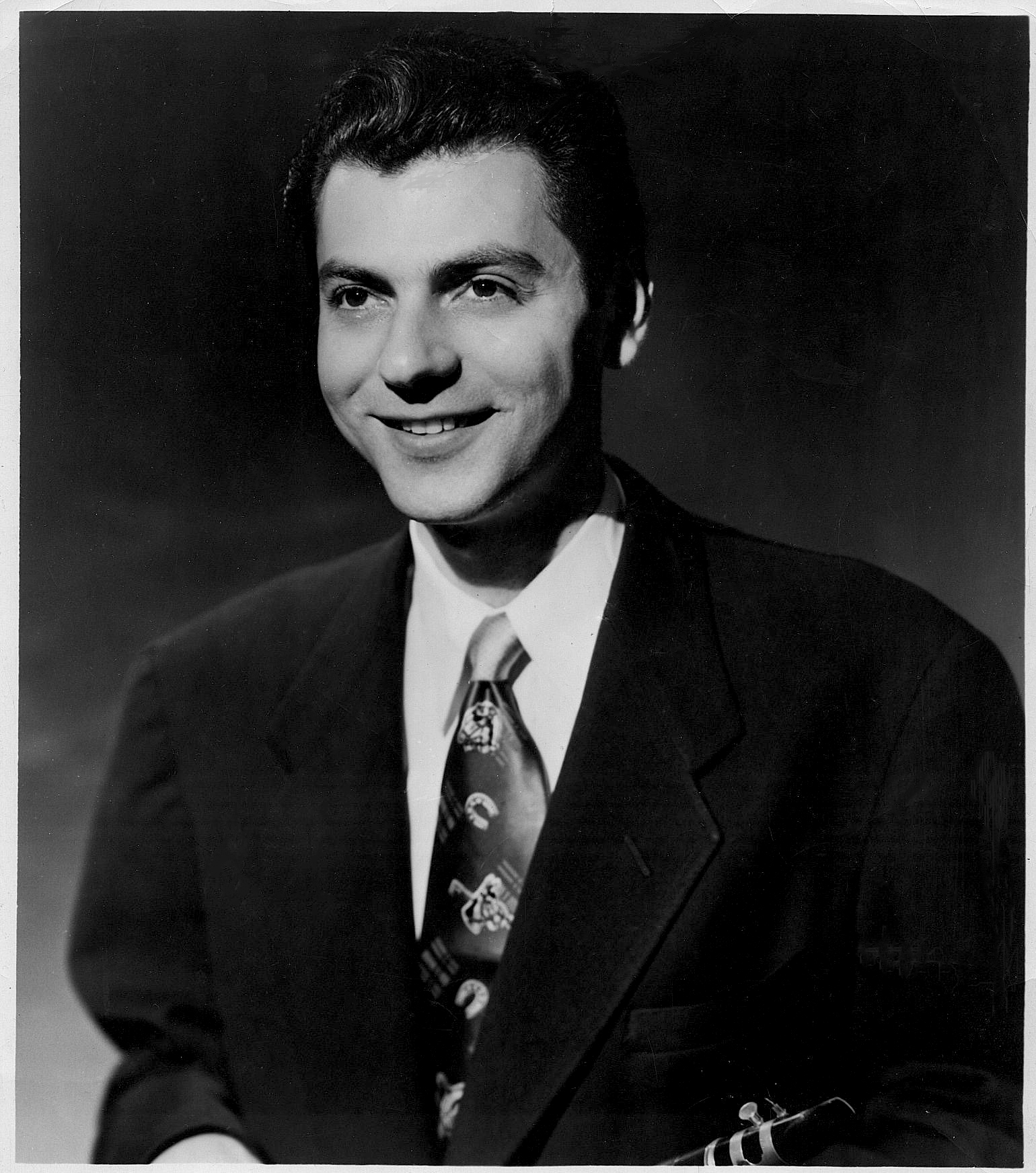
Aaron Sachs

Aaron Sachs (* 4. Juli 1923 in New York City; † 5. Juni 2014) war ein US-amerikanischer Jazz-Saxophonist (Tenor- und Altsaxophon), Flötist und Klarinettist, Bandleader und Komponist des Swing und des Modern Jazz.

## Leben und Wirken
Sachs begann sich zwölfjährig mit Musik zu beschäftigen und lernte als Autodidakt das Saxophonspiel. Zu Beginn seiner Musikerlaufbahn spielte er in Swingbands – protegiert von Benny Goodman – bei Babe Russin 1941, Red Norvo 1941/42, Van Alexander 1942/43, wieder bei Red Norvo 1943/44 und bei Benny Goodman 1945/46. Wegen Krankheit war er 1948/49 musikalisch inaktiv. Danach arbeitete Sachs, der sich inzwischen dem Bebop angenähert hatte, teils als freischaffender Musiker, teils bei Earl Hines 1952/53 mit Tito Rodríguez und Louie Bellson 1959.
1948 heiratete er die Sängerin Helen Merrill.
In den 1950er Jahren leitete er auch eine eigene Formation, mit der er Platten u. a. für Dawn aufnahm und tourte.
In ihr spielten Jimmy Cleveland, Joe Roland, Dick Garcia und Osie Johnson.
1955 war er am legendären Konzert der Modern Jazz Society - A Concert of Contemporary Music beteiligt, das von John Lewis, Gunther Schuller und J. J. Johnson initiiert worden war.
In den 1960er Jahren beschäftigte Sachs sich mehr mit Latin Jazz und arbeitete mit Machito, Tito Puente und Tito Rodríguez. Aaron Sachs schrieb für ihn den Hit-Song „El Mundo De Las Locas“.
Aaron Sachs war im Laufe seiner Karriere außer den Genannten an Plattenaufnahmen mit Stan Getz, Sarah Vaughan, Chet Baker, Dizzy Gillespie, Eddie Heywood, Billie Holiday, Red Norvo, Gene Krupa, Anita O’Day, Cozy Cole, Charlie Shavers, Tom Talbert und Charlie Ventura beteiligt. Er gilt als einer der ersten Bebop-Klarinettisten.

## Diskographie (Auswahl)
- Aaron Sachs (Bethlehem Records)
- Clarinet and Co.
- We Brought Our Axes
- Jazzville, Vol. 3 (Dawn, Fresh Sound, 1956)